# Лапиф
Лапиф (др.-греч. Λᾰπίθης «хвастун») — персонаж древнегреческой мифологии, эпоним племени лапифов. 
Сын Аполлона и Стилбы, брат Кентавра. Царь, жил у реки Пенея. Жена Орсинома, дети Форбант и Перифант. По версии, отец Триопа.
Согласно родословной, приводимой у Диодора, Иксион был правнуком Лапифа и внуком Перифанта.